# Velká Čukočja
Velká Čukočja, Čukočja nebo Revum-Revu (rusky Большая Чукочья, Чукочья nebo Рэвум-Рэву, jakutsky Большая Чукочья) je řeka v Jakutské republice v Rusku. Je 758 km dlouhá. Povodí má rozlohu 19 800 km².

## Průběh toku
Odtéká z jezera Usun-Kjuel a teče přes Kolymskou nížinu. Říční koryto je velmi členité. Jezernatost činí 18,2 %. Ústí do Východosibiřského moře.

### Přítoky
Největší přítoky jsou Savva-Jurjach, Oljor, Semen-Jurjach.

## Vodní stav
Zdrojem vody jsou sněhové a dešťové srážky. Nejvyšších vodních stavů dosahuje v červnu. Zamrzá v říjnu v zimě promrzá až do dna a rozmrzá v květnu.